# Sebastian Schnoy

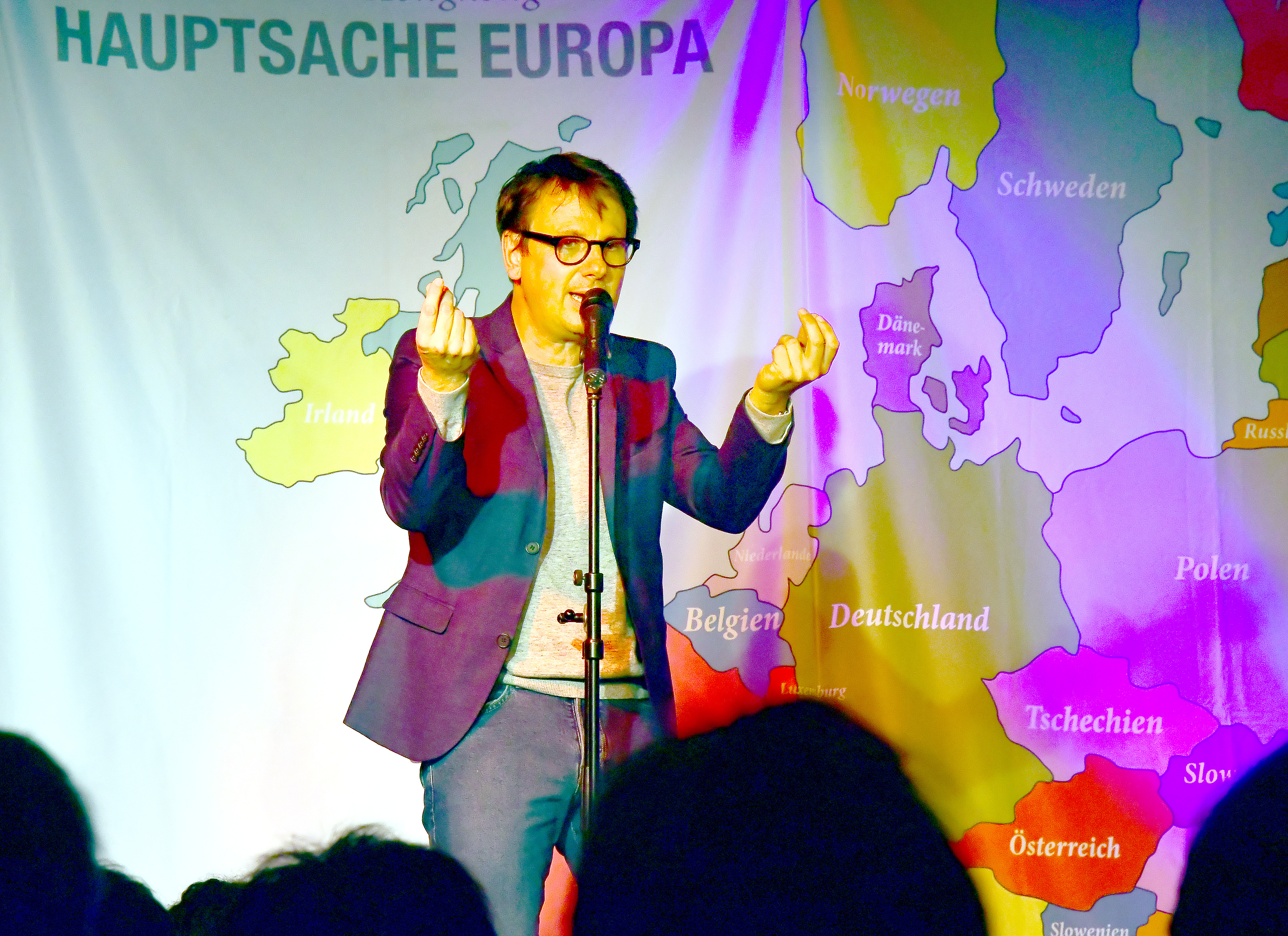
Sebastian Schnoy in der Münchner Lach- und Schießgesellschaft, 2017

Sebastian Schnoy (* 14. August 1969 in Hamburg) ist ein deutscher Comedian, Schriftsteller, Keynote Speaker und Moderator.

## Leben
Sebastian Schnoy wuchs in Hamburg auf und machte sein Abitur auf dem Lohmühlengymnasium. Nach dem Zivildienst studierte er an der Universität Hamburg Sozial- und Wirtschaftsgeschichte, Politik und Psychologie, machte aber keinen Abschluss. 1992 lebte er in der ungarischen Hauptstadt Budapest. Von 1990 bis 1997 war er Gitarrist und Komponist der Band The Roving Bottles. 1997 unternahm er als Stand-up-Comedian erste Schritte auf Bühnen, so im Schmidt Theater auf der Reeperbahn und im Quatsch Comedy Club. 1998 hatte sein erstes Soloprogramm im Foolsgarden in Hamburg Premiere. Seit 2006 schreibt Sebastian Schnoy Sachbücher und Romane. Drei seiner Sachbücher waren auf der Bestsellerliste von Spiegel Online.
Sebastian Schnoy ist seit 1998 mit Kabarettprogrammen in Deutschland vertreten. Mit seinen Programmen, in denen er Politisches in Verbindung mit Geschichte humorvoll beleuchtet, ist er auf Tournee in Deutschland und in der Schweiz. Er spielte u. a. in den Berliner Theater Die Wühlmäuse, im academixer in Leipzig, im Theater Fauteuil in Basel sowie in Alma Hoppes Lustspielhaus und in Schmidts Tivoli in Hamburg.
Sebastian Schnoy war mehrmals Gast in der NDR Talkshow, bei Kabarett aus Franken im BR und beim SR-Gesellschaftsabend. Zweimal spielte er für den Quatsch Comedy Club auf PRO 7. Es folgten Kurzauftritte im SWR in der Sendung Freunde in der Mäulesmühle, der WDR-Sendung Mitternachtsspitzen, Mann an Bord und Auftritte als Talkgast in der Sendung Markus Lanz im ZDF, Tietjen und Hirschhausen im NDR, sowie den Sendungen Spezlwirtschaft und Kabarett am Aschermittwoch im Bayerischen Fernsehen.
Im Hamburger Imperial Theater veranstaltete und moderierte Sebastian Schnoy, zusammen mit dem Kabarettisten Kerim Pamuk, von 2000 bis 2006 die Catbird Comedy Show. Er war 2002 Initiator des jährlich stattfindenden Hamburger Comedy Pokals, bei dem er auch als Moderator tätig ist. Bis heute moderiert Schnoy regelmäßig im Quatsch Comedy Club in Berlin, Hamburg, Düsseldorf und Stuttgart. Beim G20-Gipfel in Hamburg 2017 organisierte und moderierte er das G20-Gegendinner der Kunst in Alma Hoppes Lustspielhaus.
Als Keynote Speaker ist Sebastian Schnoy für Unternehmen und Institutionen tätig sowie ehrenamtlich für den Flüchtlingshilfeverein borderline-europe und das ambulante Hospiz KinderpaCT Hamburg.
Sebastian Schnoy hat vier Kinder und lebt mit seiner Familie in Hamburg.

## Werke
Buchveröffentlichungen
- 2016: Von Krösus lernen, wie man den Goldesel melkt, Piper Verlag, München, ISBN 978-3-492-06055-4
- 2016: Hamburg – Satirisches Reisegepäck, Michael Müller Verlag, Erlangen, ISBN 978-3-95654-409-5
- 2014: Ghostdater, Roman, Rowohlt Verlag, Reinbek bei Hamburg, ISBN 978-3-499-26693-5
- 2013: Von Napoleon lernen, wie man sich vorm Abwasch drückt. Eine heitere Historie Europas, Rowohlt Verlag, Reinbek bei Hamburg, ISBN 978-3-499-63017-0
- 2011: Lass uns Feinde bleiben, Rowohlt Verlag, Reinbek bei Hamburg, ISBN 978-3-499-25494-9
- 2010: Heimat ist, was man vermisst – eine vergnügliche Suche nach dem deutschen Zuhause, Rowohlt Verlag, Reinbek bei Hamburg, ISBN 978-3-499-62647-0
- 2009: Smörrebröd in Napoli – ein vergnüglicher Streifzug durch Europa, Rowohlt Verlag, Reinbek bei Hamburg, ISBN 978-3-499-62449-0
- 2006: Rampenfieber, Roman, Satyr Verlag, Berlin, ISBN 978-3-938625-21-7

CD-Veröffentlichungen
- 2010: Heimat ist, was man vermisst – eine vergnügliche Suche nach dem deutschen Zuhause, Eichborn Verlag
- 2009: Hauptsache Europa, Mitschnitt des Geschichtskabaretts von Sebastian Schnoy im Haus der Springmaus in Bonn, Eichborn Verlag

Kolumnen
- 2010: Frankfurter Presse, Witzig & Wahr
- 2009: WELT und Berliner Morgenpost, Wenn Deutsche reisen; Weser Kurier, Mit Schnoy in Europa
- 2008: Szene Hamburg, Schnoys Restaurant-Test; Hamburger Morgenpost, Die Comedy Kolumne
- 2007: Fit for Fun, Der Sportmuffel

## Kabarettprogramme
- 2017: Luther war ein Blogger
- 2016: Von Krösus lernen, wie man den Goldesel melkt. Von der irren Jagd nach dem Geld
- 2016: Hauptsache Europa! Jetzt erst recht!, Neuauflage des Europa Programms
- 2015: Von Stauffenberg zu Guttenberg – Der Adel patzt immer kurz vor Schluss
- 2013: Von Napoleon lernen, wie man sich vorm Abwasch drückt
- 2008: Paris, London, Hongkong – Hauptsache Europa
- 2005: Ich bin ein freies Land
- 2003: Waschbrettbauch in 90 Minuten
- 1999: Der große Spielspaß

## Auszeichnungen
- 2018: Lüdenscheider Lüsterklemme – 2. Platz
- 2017: Emser Pastillchen für 2 Stimmbänder, Bad Ems
- 2012: Hamburger Comedy Pokal – Ehrenpreis
- 2003: FFN Comedy Award, Hannover
- 2002: Heilbronner Lorbeere, Gaffenberg Festival Heilbronn
- 1999: Stuttgarter Besen – Hölzerner Besen
- 1999: Scharfe Barte – 3. Platz